# Beaumont-du-Périgord

Beaumont-du-Périgord este o comună în departamentul Dordogne din sud-vestul Franței. În 2009 avea o populație de 1.128 de locuitori.

## Evoluția populației
| An        | 1975  | 1982  | 1990  | 1999  | 2006  | 2009  |
| --------- | ----- | ----- | ----- | ----- | ----- | ----- |
| Populație | 1.226 | 1.261 | 1.155 | 1.150 | 1.145 | 1.128 |